# Disney Transport
Disney Transport est le nom qui a été donné au système de transports privé par bus du domaine de Walt Disney World Resort.

## Description

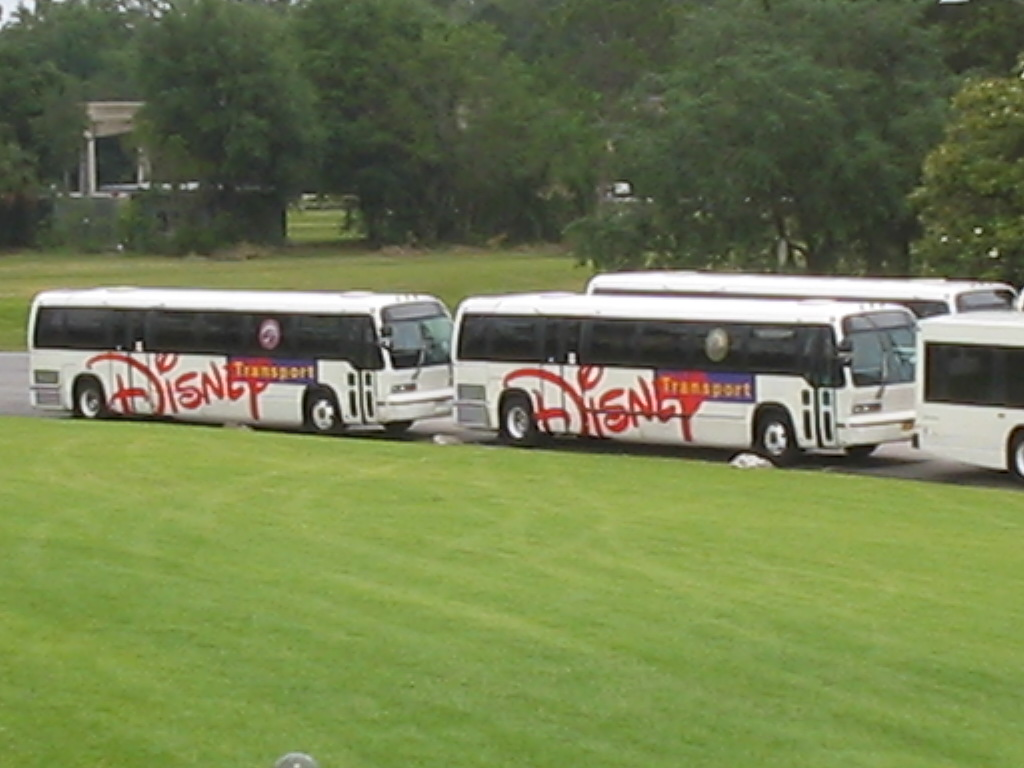
Bus à Walt Disney World Resort. Deux RTS-06 et l'arrière d'un Gillig Advantage.

La plupart des trajets sont faits sur les routes maintenues par l'organisme "public" Reedy Creek Improvement District (propriété de Disney) ou celles privées du domaine.
D'autres moyens de transports sont proposés sur le domaine (cf Transports de Walt Disney World tels que le Walt Disney World Monorail ou des ferrys. Ils sont tous gratuits pour les personnes possédant un billet pour un(les) parc(s) ou sa carte de résident d'un hôtel Disney.
En dehors des endroits desservis directement par le monorail ou les ferrys, un service direct de bus est délivré depuis chaque hôtel vers chaque attraction et entre les attractions. Les zones sont desservies selon plusieurs lignes avec des gares de bus plus importantes à côté de chaque parc. Le service de bus comprend près de 400 bus soit une flotte comparable à celles de du Grand Saint-Louis (la Bi-State Development Agency) ou le Los Angeles Department of Transportation. Selon le magazine Forbes, cette taille justifie les investissements de Disney dans un système de voitures sans chauffeur.
Le système mis en place par Disney contraste avec la plupart de ceux des villes de par le monde car il n'utilise pas un centre ou un cœur de réseau qui irradie vers l'extérieur.
Certains bus Disney Transport prennent aussi les employés Disney (Cast members) : ils sont libellés : spécial.
L'hôtel Shades of Green, réservé au personnel militaire, possède son propre service de bus.

## Histoire
En 1981, Disney achète des bus de la marque Rapid Transit Series (RTS) alors construits par General Motors, à savoir le modèle RTS-04 notable pour son air conditionné et dont l'intérieur a été décoré par Disney en orange.
Disney poursuit le renouvellement de son parc avec RTS après le rachat de la marque par Nova Bus en 1994. En 1996, Disney a commencé à remplacer les RTS-04 par des RTS-06 avec un intérieur mauve.
En 2003, quand Nova Bus a fermé son usine du Nouveau-Mexique où étaient construits les derniers RTS-06, Disney a choisi le modèle Nova Low Floor Bus (LFS) reconnaissable par son accessibilité accrue pour les handicapés. Disney possède aussi des bus de la marque Gillig (en).
Le 23 mars 2010, un des bus de Disney percute l'arrière d'un car privé et provoque 8 blessés parmi ses passagers. Le 2 avril 2010, un bus tue un jeune garçon de 9 ans qui faisait du vélo seul dans le camping Disney's Fort Wilderness Campground. Le 16 avril, la presse locale indique que les récents incidents des bus du Disney Transport seraient induits par un système GPS interactif, s'activant grâce à une géolocalisation et présentant des informations ou des publicités.
Le 17 avril 2017, Disney World pourrait accueillir son propre service de transport. Le 28 avril 2017, selon le Los Angeles Times le service de transport de Disney World pourrait être un service sans chauffeur. Le 31 juillet 2017, Disney World met en place un système transport à la demande nommé Minnie Van avec Lyft uniquement disponible au Disney's BoardWalk Resort et aux Disney's Yacht & Beach Club Resort,. Le 3 octobre 2017, Disney World étend son service Minnie Van au Disney's Contemporary Resort après une extension au Wilderness Lodge en août et aux Grand Floridian et au Polynesian Village en septembre.